# خالد مبارك (لاعب كرة قدم إماراتي)
خالد مبارك خلفان سالم (مواليد 15 أبريل 2000) لاعب كرة قدم إماراتي يجيد اللعب كلاعب وسط مع نادي حتا الإماراتي . 
و هو شقيق اللاعب راشد مبارك .

## مسيرة اللاعب
لعب في نادي حتا ونادي شباب الأهلي ونادي الفجيرة.

## روابط خارجية
خالد سالم على موقع Soccerway.com (الإنجليزية)